# ラジオビジネス英語
『ラジオビジネス英語』（ラジオビジネスえいご）は、NHKラジオ第2放送で2021年3月29日から週5回放送される、1回15分の英語語学番組。6か月放送。NHKネットラジオ らじる★らじるでも配信される。前身の番組は入門ビジネス英語と実践ビジネス英語だったが、2021年度の番組改定に伴い、この2つの番組を統合・整理した上で、放送開始される。
「会議も、メールも、教養も。」として発信力のアップを目指す講座。NHK英語グランドデザイン「B1～C1」レベル。NHK出版より番組に対応したテキスト（紙、電子書籍）、音声（CD、ダウンロード）が販売されている。

## 出演者
- 講師：柴田真一
- パートナー：ジェニー・シルバー

## 放送時間

### 現在の放送時間
2025年度
- 本放送（ラジオ第2放送）
  - 月 - 金：09時15分 - 09時30分
- 再放送（ラジオ第2放送）
  - 月 - 金：12時40分 - 12時55分
  - 月 - 金：16時30分 - 16時45分
  - 土：10時30分 - 11時45分(5回分)
- 再放送（NHK-FM）
  - 月 - 金：00時15分 - 0時30分

### 過去の放送時間
2021年度 - 2022年度
いづれもラジオ第2放送
- 本放送
  - 月 - 金：09時15分 - 09時30分
- 再放送
  - 月 - 金：12時40分 - 12時55分
  - 月 - 金：23時20分 - 23時35分
  - 土：10時30分 - 11時45分(5回分)

2023年度
- ラジオ第2は2022年度までと同上
- 新たに2025年度に予定されるラジオ第2放送廃止へ向けた実証実験を兼ねて、FM放送に初回生放送を移行し、7:45ｰ8:00[3]の放送を追加。よってラジオ第2の初回はチャンネルを変えた当日の再放送となった。

2024年度
- ラジオ第2は2023年度と同上
- FM放送は当日再放送として23時45分から24時[4]に移動する。

## 放送内容

### 2025年度
- テーマ

| 放送年月     | ビジネス英会話（月 - 水曜）                               | 英文メール（木曜）     | インタビュー（金曜）                       |
| ------------ | --------------------------------------------------------- | ---------------------- | ------------------------------------------ |
| 2025年04月   | 同僚と信頼関係を築く（医療ベンチャー編①）                 | 出張をアレンジする     | アプリ制作会社 運営 Anne-Sophie Brieger    |
| 2025年05月   | 交渉相手を味方につける（医療ベンチャー編②）               | 個人としての関係を築く | アプリ制作会社 運営 Anne-Sophie Brieger    |
| 2025年06月   | 今後のマーケティング戦略を練る（スポーツ用品メーカー編①） | 会議の準備を進める     | 外資系ホテル 総支配人 Neil McInnes         |
| 2025年07月   | グローバル戦略会議を開催する（スポーツ用品メーカー編②）   | 仕事を依頼する         | 外資系ホテル 総支配人 Neil McInnes         |
| 2025年08月   | プロジェクトをコーディネートする（不動産デベロッパー編①） | 周りを上手に巻き込む   | 化粧品メーカー 日本法人社長 James Aquilina |
| 2025年09月   | 聞き手を引き付ける挨拶をする（不動産デベロッパー編②）     | 理由を補足する         | 化粧品メーカー 日本法人社長 James Aquilina |
| 2025年度下期 | 2025年度上期の再放送                                      | 2025年度上期の再放送   | 2025年度上期の再放送                       |

### 2024年度
- テーマ

| 放送年月     | ビジネス英会話（月 - 水曜）                      | 英文メール（木曜）       | インタビュー（金曜）              |
| ------------ | ------------------------------------------------ | ------------------------ | --------------------------------- |
| 2024年04月   | 対話を上手に進める～スタートアップ投資～         | 会議日程を調整する       | 菓子メーカーCEO Lekh Raj Juneja   |
| 2024年05月   | 相手を動かす～年度末の決算業務～                 | 依頼をする・依頼を受ける | 菓子メーカーCEO Lekh Raj Juneja   |
| 2024年06月   | ブレインストーミングを行う～新商品の開発～       | 感謝の気持ちを示す       | イラストレーター Kailene Falls    |
| 2024年07月   | 新規ビジネスを企画する～物流サービス～           | 上手におわびをする       | イラストレーター Kailene Falls    |
| 2024年08月   | 価値観の違いを埋めていく～グローバル人事～       | グループメールを送る     | プロセッサ技術企業CCO Brett Cline |
| 2024年09月   | 効果的なプレゼンやスピーチ～シンジケートローン～ | 前向きな方向に導く       | プロセッサ技術企業CCO Brett Cline |
| 2024年度下期 | 2024年度上期の再放送                             | 2024年度上期の再放送     | 2024年度上期の再放送              |

### 2023年度
- テーマ

| 放送年月     | ビジネス英会話（月 - 水曜）    | 英文メール（木曜）         | インタビュー（金曜）              |
| ------------ | ------------------------------ | -------------------------- | --------------------------------- |
| 2023年04月   | 自分を知ってもらおうと努力する | メールで信頼関係を築く     | 指揮者 Leonard Slatkin            |
| 2023年05月   | ミーティングで意見を発信する   | 仕事に関するやりとりをする | 指揮者 Leonard Slatkin            |
| 2023年06月   | 出張先で情報交換する           | 出張中に情報を共有する     | HRDスペシャリスト Tom Mayes       |
| 2023年07月   | 出張のフォローアップをする     | 新規ビジネスを模索する     | HRDスペシャリスト Tom Mayes       |
| 2023年08月   | ニュージーランドで商談に臨む   | メールで商談を進める       | ジャーナリスト Suvendrini Kakuchi |
| 2023年09月   | 顧客向けにプレゼンを行う       | お礼を盛り込む             | ジャーナリスト Suvendrini Kakuchi |
| 2023年度下期 | 2023年度上期の再放送           | 2023年度上期の再放送       | 2023年度上期の再放送              |

### 2022年度
- テーマ

| 放送年月     | ビジネス英会話（月・火曜）     | 英文メール（水曜）   | インタビュー（木・金曜）                           |
| ------------ | ------------------------------ | -------------------- | -------------------------------------------------- |
| 2022年04月   | 初めての相手と距離を縮める     | 人事異動のあいさつ   | フードライター・料理家 Rachel Khoo                 |
| 2022年05月   | 対面で信頼関係を築く           | 会議の設定           | UNICEF（国連児童基金）東京事務所代表 Roberto Benes |
| 2022年06月   | お互いの状況を理解し合う       | 冠婚葬祭             | 落語家 桂三輝（カツラ・サンシャイン）              |
| 2022年07月   | インドの投資推進機関と交渉する | お礼の書き方         | 物流会社日本法人社長 Tony Khan                     |
| 2022年08月   | 課題の解決策を協議する         | 日々の仕事のやりとり | ブロードキャスター Peter Barakan                   |
| 2022年09月   | スピーチと質疑応答             | 信頼関係を深める     | 東京大学リサーチ・アドミニストレーター Kate Harris |
| 2022年度下期 | 2022年度上期の再放送           | 2022年度上期の再放送 | 2022年度上期の再放送                               |

### 2021年度
- テーマ

| 放送年月     | ビジネス英会話（月・火曜）           | 英文メール（水曜）                            | インタビュー（木・金曜）                                                         |
| ------------ | ------------------------------------ | --------------------------------------------- | -------------------------------------------------------------------------------- |
| 2021年04月   | オンライン会議の英語                 | ワンランク上の英文メール術                    | リンダ・グラットン「人生100年時代をどう生きる？」                                |
| 2021年05月   | 採用面接の英語                       | 自信が持てる英文メール術                      | ウダーナ・バンダーラ「職場の幸福度を上げるマインドフルネス」                     |
| 2021年06月   | 海外出張の英語                       | 上司にも商談相手にも伝わる英文メール術        | タイラー・ブリュレ「コロナ禍をどう乗り越えたか？世界が注目する雑誌の舞台裏」     |
| 2021年07月   | 人事異動と新部署でのあいさつ         | 書いて納得！一目置かれる英文メール術          | ジョシュ・グリズデイル「多様なニーズにどう応える？インクルーシブ・ソサエティー」 |
| 2021年08月   | プレゼンテーションの準備             | ワークショップで身につける 伝わる英文メール術 | ベン・ネルソン 「21世紀スキル」                                                  |
| 2021年09月   | ジャカルタでプレゼンテーションをする | ここで差がつく 実践！ 伝わる英文メール術      | メラティ・ワイゼン 「持続可能な開発」                                            |
| 2021年度下期 | 2021年度上期の再放送                 | 2021年度上期の再放送                          | 2021年度上期の再放送                                                             |